# Sarotherodon galilaeus
Cá rô phi Mango (Danh pháp khoa học: Sarotherodon galilaeus) là một loài cá trong họ hoàng đế Cichlidae, chúng có nguồn gốc từ vùng châu Phi.

## Sinh thái
Cá rô phi sinh trưởng và phát triển trong nước ngọt, nước lợ và có thể phát triển ở nước biển có độ mặn 32‰. Phát triển tối ưu ở độ mặn dưới 5o/oo. Cá sống ở tầng nước dưới và đáy, có thể chịu đựng được ở vùng nước có hàm lượng oxy hoà tan thấp 1 mg/l, ngưỡng gây chết cho cá khoảng 0,3–1 mg/l. Giới hạn pH 5-11 và có khả năng chịu được khí NH3 tới 2,4 mg/l. Cá có nguồn gốc nhiệt đới, nhiệt độ thích hợp để phát triển là 25oC-35oC, song chịu đựng kém với nhiệt độ thấp. Nhiệt độ gây chết cho cá là 11-12oC. 

## Mô tả
Thân cao, hình hơi bầu dục, dẹp bên. Đầu ngắn. Miệng rộng hướng ngang, rạch kéo dài đến đường thẳng đứng sau lỗ mũi một ít. Hai hàm dài bằng nhau, môi trên dầy. Lỗ mũi gần mắt hơn mõm. Mắt tròn ở nửa trước và phía trên của đầu. Khoảng cách hai mắt rộng, gáy lõm ở ngang lỗ mũi. Khởi điểm vây lưng ngang với khởi điểm vây ngực, trước khởi điểm vây bụng. Vây ngực nhọn, dài, mềm. Vây bụng to cứng, chưa tới lỗ hậu môn.Toàn thân phủ vẩy, ở phần lưng có màu sáng vạng nhạt hoặc xám nhạt, phần bụng có màu trắng ngàhoạc màu xanh nhạt. Trên thân có từ 6-8 vạch sắc tố chạy từ lưng xuống bụng. Các vạch sắc tố ở các vây đuôi, vây lưng rõ ràng hơn.

## Tập tính
Cá ăn tạp, thức ăn gồm các tảo dạng sợi, các loài động thực vật phù du, mùn bã hữu cơ, ấu trùng các loại côn trùng, động vật sống ở nước, cỏ, bèo, rau và cả phân hữu cơ. Ngoài ra chúng có khả năng ăn thức ăn bổ sung như cám gạo, bột ngô, bánh khô đậu, các phế phụ phẩm khác và thức ăn viên. Ở giai đoạn cá hương chúng ăn sinh vật phù du, chủ yếu là động vật phù du, một ít thực vật phù du. Giai đoạn cá giống đến cá trưởng thành chúng chủ yếu ăn mùn bã hữu cơ và thực vật phù du.Đặc biệt chúng có khả năng hấp phụ 70-80% tảo lục, tảo lam mà một số loài cá khác khó có khả năng tiêu hoá.

## Sinh trưởng
Cá rô phi lớn nhanh, tuy nhiên tốc độ lớn phụ thuộc nhiệt độ, thức ăn, mật độ nuôi và loài cá. Cá sau 1 tháng tuổi đạt 2-3g/con. Sau 2 tháng tuổi đạt 15-20g/con. Nuôi thương phẩm sau 5-6 tháng nuôi cá có thể đạt 400-500g/con. Trong điều kiện nhiệt độ nước trến 200C, cá rô phi thành thục lần đầu sau 4-5 tháng tuổi và cỡ cá tương đương 100-150g. Cá rô phi vằn có thể đẻ nhiều lần trong năm, cá cái đẻ trứng và ấp trứng trong miệng. Thời gian ấp trứng được tính từ khi cá được thụ tinh đến khi cá bột tiêu hết noãn hoàng và có thể bơi lội tự do. Thời gian này kéo dài khoảng 10 ngày tuỳ theo nhiệt độ môi trường.
Ở nhiệt độ 200C thời gian ấp của cá rô phi kéo dài khoảng 10-15 ngày, ở nhiệt độ 280C là 4-6ngày và khi nhiệt độ tăng lên đến 340C thì thời gian ấp trứng chỉ còn từ 3-5 ngày. Cá bố mẹ còn tiếp tục bảo vệ và chăm sóc con cái đến khi cá con có thể tự kiếm ăn được, thường thời gian chăm sóc kéo dài khoảng 1-4 ngày. Trong thời kỳ ấp trứng cá cái thường ngừng kiếm ăn. Chúng kiếm ăn mạnh nhất khi thời kỳ ấp trứng đã kết thúc hoàn toàn và chuyển sang giai đoạn tái phát dục lần tiếp theo.
Giai đoạn kiếm ăn tích cực kéo dài khoảng 2-4 tuần đến khi cá đã sẵn sàng tham gia sinh sản lần kế tiếp. Chu kỳ sinh sản của cá rô phi kéo dài khoảng 30-45 ngày từ khi phát dục lần đầu đến khi phát dục lần kế tiếp. Tuy nhiên khoảng cách giữa hai lần sinh sản còn phụ thuộc vào điều kiện dinh dưỡng, hàm lượng oxy hoà tan và nhiệt độ. Cá có thể đẻ 10-12 lần/năm, nuôi ở miền Bắc chỉ đẻ 5-7 lần/năm. Tuỳ theo kích cỡ và tuổi cá bố mẹ, thông thường mỗi lần cá đẻ 1.000-2.000 trứng đối với cá có trọng lượng 200-250 g/con.